# Aeroportul El Maitén
Aeroportul El Maitén (IATA: EMX, ICAO: SAVD) este un aeroport din Provincia Chubut, Argentina ce deservește zona El Maitén⁠(d). A fost numit după zona deservită.
Situat la o altitudine de 712 m, aeroportul dispune de o singură pistă.